# Cuphea appendiculata
Cuphea appendiculata är en fackelblomsväxtart som beskrevs av George Bentham. Cuphea appendiculata ingår i släktet blossblommor, och familjen fackelblomsväxter. Inga underarter finns listade i Catalogue of Life.

## Bildgalleri

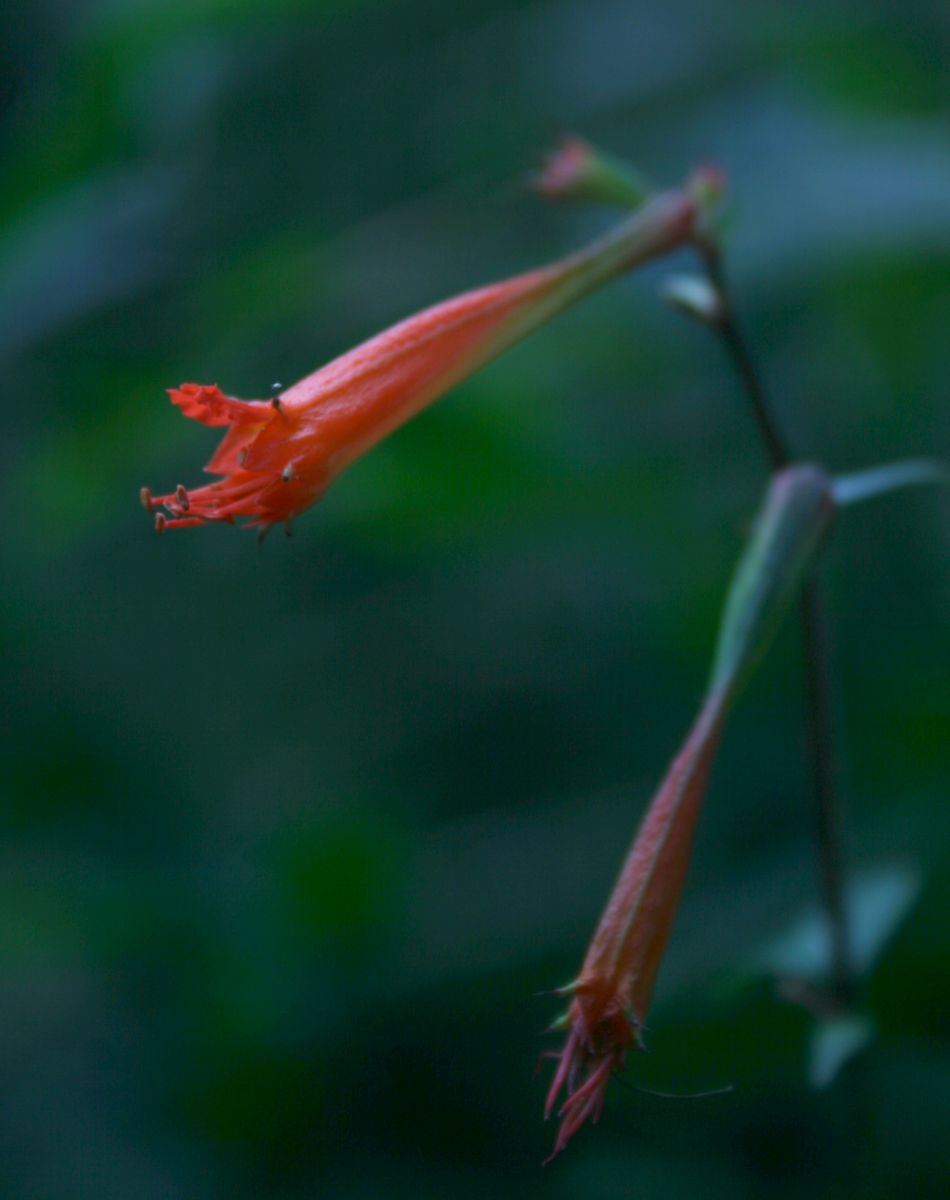